# 魯龍駅
魯龍駅 （ノリョンえき）は、大韓民国慶尚南道泗川市にかつて存在した大韓民国鉄道庁の駅である。

## 歴史
- 1965年12月7日 - 開業[1]。
- 1974年8月15日 - 廃駅[2]。

## 隣の駅
晋三線
琴聞駅 - 魯龍駅 - 竹林駅